# 김종림
김종림(金宗林, 1884년 1월 19일 ~ 1973년 1월 26일)은 한국에서 출생하여 미국으로 이주한 백만장자로 한국의 독립운동가이다.
그는 22세의 나이에 빈손으로 미국으로 건너가 10년 안팎에 막대한 부를 축적하였다. 그는 함경도 원산 출신으로 1907년 1월 2일 앨러미다(Alameda)호를 타고 태평양을 건너 샌프란시스코에 도착했다. 유타주 솔트레이크(Salt Lake)시에 부설되던 철도 건설 현장에서 일하다가 1908년 캘리포니아로 이주하였다. 캘리포니아에서는 1912년 처음 벼농사가 시작되었다. 1차대전의 발발로 김종림은 벼농사에서 큰돈을 벌었다. 그의 토지는 1915년 최소 100에이커, 1916년 최소 280에이커, 1917년 최소 1030에이커, 1918년 최소 1800에이커, 1919년 최소 3300 에이커가 되었다.
쌀 농사에서 성공한 후 그는 민족운동에 큰 도움을 주었다. 1918년 신한민보 식자기계 구매를 위해 200 달러를 기부했다. 1919년 약 1년 동안 재미동포의 독립의연금이 3만 388달러 25센트였는데, 이 중 최대 기부자는 3400 달러를 낸 김종림으로 임시정부로부터 감사장을 받았다.
그는 '비행사 양성소' 설립 자금으로 현금 3만 달러, 비행장 건축, 항공기 연로 등 모든 기구와 시설에 대해서 지원하였다. 그가 내놓은 돈으로 비행기 2대와 미국인 기술자 1명, 한국인 교수진 6명의 지도 인력을 갖추게 되었다.
1918년 최원희와 결혼하여 두 아들을 낳았다. 아들 김진원과 김두원은 모두 미국 해군에 지원해 태평양전선에서 일본과 싸웠다. 김진원은 알루샨열도에서 통신부사관으로 복무했고, 김두원은 해군 상륙정 승무원으로 필리핀 해역에서 교전을 치른 후 미국이 승리하자 점령군으로 일본에서 근무하였다.
1973년 로스앤젤레스에서 사망한 후 한국정부는 김종림이 세상을 떠난 지 32년 만인 2005년에 건국훈장 애족장(5등급)을 추서했다.